# Dylan Vandenstorme
Dylan Vandenstorme, né le 19 avril 2002 à Alost, est un coureur cycliste belge.

## Biographie

### Débuts et carrière amateur
Dylan Vanderstome est né à Alost, une commune située en Région flamande. Il passe toutefois son enfance à Moerbeke. Durant sa période amateur, il combine la compétition avec un travail au sein de la Banque nationale de Belgique, où il bénéficie d'un emploi du temps aménagé,. 
En 2018, il devient champion national du contre-la-montre par équipes dans la catégorie débutants. Il évolue ensuite au sein de divers clubs belges chez les juniors puis lors de ses deux premières années espoirs. Bon puncheur, il s'impose sur la course de côte d'Herbeumont en 2022. Il obtient également diverses accessits dans des interclubs, comme une quatrième place au Circuit Het Nieuwsblad espoirs.  
En 2023, il intègre la réserve de l'équipe Intermarché-Wanty-Gobert Matériaux, qui évolue au niveau World Tour. Sous ses nouvelles couleurs, il se distingue en remportant la première étape du Tour de la Vallée d'Aoste. Il multiplie aussi les places d'honneur. 

### Carrière professionnelle
Vanderstome passe finalement professionnel en 2024 au sein de la formation Flanders-Baloise, qui l'engage pour une durée de deux ans. Il effectue sa reprise au mois de janvier sur le Challenge de Majorque. Lors du Trofeo Pollença-Port d'Andratx, il participe à une échappée. 

## Palmarès
- 2018
  -  Champion de Belgique du contre-la-montre par équipes débutants
- 2022
  - Course de côte d'Herbeumont
  - 2e du championnat de Flandre-Orientale sur route espoirs
  - 2e du Grand Prix Color Code
  - 2e des U23 Road Series
- 2023
  - 1re étape du Tour de la Vallée d'Aoste
  - 2e du Circuit Het Nieuwsblad espoirs
  - 2e de Romsée-Stavelot-Romsée
  - 2e du Hel van Voerendaal
  - 2e du Grand Prix Jules Van Hevel
  - 3e du Grand Prix de la ville de Pérenchies